# Pied de porc à la Sainte-Menehould
Le pied de porc à la Sainte-Menehould est une spécialité gastronomique de la ville de Sainte-Menehould. Les pieds de porc sont bouillis longtemps puis panés, ce qui permet aux pieds entiers d'être dégustés y compris les os qui fondent dans la bouche.   

## Historique
Ce mets existait déjà au temps de Charles VII, à qui l'on servit le plat lorsqu'il visita la ville en 1435. Une tradition locale, basée sur un récit de Camille Desmoulins, veut que Louis XVI fut arrêté à Varennes pour s'être attardé à en manger lors de son étape à Sainte-Menehould.

## Préparation
Il faut des pieds de porc, oignon, carottes, échalotes, gousses d’ail, bouquet garni, clous de girofle, vin blanc, chapelure et œufs. Chaque pied doit être ficelé avec des bandelettes pour qu'il ne se délite pas à la cuisson. Ils sont alors plongés dans une marmite d'eau avec les autres ingrédients. La cuisson, à feu doux, dure au moins quatre heures. Puis les pieds refroidis sont découpés en long, panés et grillés dans une poêle.

## Variantes
Cette façon de faire était appliquée à d'autres pieds. Fernand Benoit, cite le cas du comte polonais Moszynski, qui, en 1784, dans une auberge d'Avignon, se vit proposer des pieds de mouton à la Sainte-Menehould. Dans le Système du docteur Goudron et du professeur Plume, d'Edgar Allan Poe, est citée sans plus de détails une spécialité de veau dite à la Sainte-Menehould. Ce fut Alexandre Dumas qui contribua beaucoup à la célébrité de cette spécialité argonnaise par la description gourmande qu'il en a faite dans son Grand dictionnaire de la cuisine.

## Accord mets/vin
Traditionnellement, le vin blanc servi en accompagnement est le même que celui qui a été utilisé pour la cuisson. Un vin de terroir comme le coteaux-champenois (AOC), dit champagne tranquille, convient parfaitement.